# Unterberg-Schutzhaus
Das Unterberg-Schutzhaus ist eine Schutzhütte des Österreichischen Touristenklubs. Sie wird ganzjährig bewirtschaftet und liegt auf dem Unterberg in der niederösterreichischen Gemeinde Muggendorf. Sie steht rund 150 Höhenmeter unterhalb und südseitig des Gipfels des 1342 Meter hohen Unterbergs in den Gutensteiner Alpen.
Knapp 200 m südwestlich befindet sich die Kapelle Maria Einsiedl, im Volksmund auch „Maria im Thier“ bezeichnet. Sie beherbergt eine Kopie der Mariazeller Muttergottes-Statue und wird von zahlreichen Wallfahrern am Weg nach Mariazell über den Unterberg besucht.

## Geschichte
Durch den Bau der Gutensteinerbahn, Eröffnung 1877, erfolgte die Erschließung des Piesting- und des Triestingtals. Der 1869 in Wien gegründet Touristenklub organisierte daraufhin Tagesausflüge in das Gebiet und markierte Wanderrouten. Am 21. Juli 1884 gründete man die Sektion Pernitz. Diese erschloss dann die Myrafälle in Muggendorf und mit einem Zuschuss von 1300 Gulden durch die Gemeinde Pernitz wurde an „einem der schönsten Aussichtsberge des Kronlandes“, dem Unterberg, eine Hütte errichtet, deren feierliche Eröffnung am 22. August 1886 stattfand.

## Zustiege
- Vom Gasthaus Leitner Muggendorf / Thal Enziansteig; ca. 3 Std.
- Vom Parkplatz Ramsental (Muggendorf); ca. 2 Std.
- Vom Parkplatz Drahtal (Muggendorf) über die Myralucke; ca. 1,5 Std.
- Vom Parkplatz Drahtal (Muggendorf) über das Trattal; ca. 1,5 Std.
- Von der Pension Waldwirt in Gutenstein / Steinapiesting; ca. 2 Std.
- Von Rohr im Gebirge / ehem. Wirtshaus im Gries; ca. 1,5 Std.
- Vom Dürnholzerkreuz / Annental; ca. 2,5 Std.
- Vom Golfplatz / Adamstal; ca. 2 Std.
- Vom Kieneck / Enzianhütte; ca. 2 Std.